# Kalapuya
El kalapuya és una petita família de llengües extingides de la vall de Willamette, a l'oest d'Oregon, Estats Units, i que estava composta per tres llengües.

## Classificació

### Classificació interna
La família kalapuya consistia en
1. Kalapuya septentrional (o Tualatin-Yamhill)
2. Kalapuya central (o Santiam)
3. Yoncalla (o Kalapuya meridional)

### Relacions amb altres llengües
Les llengües kalapuya es relacionen usualment amb les del grup penutià, dins d'un subgrup penutià d'Oregon, juntament amb el takelma, el siuslaw, i coos.
S'ha proposat una relació especial amb el takelma, formant juntes una família takelmana. Alguns autors han donat dades que van contra aquesta relació, pel que alguns autors consideren la família kalapuya es considera generalment a part, encara que oberta a una hipòtesi penutiana.

## Descripció lingüística

### Fonologia
|                       |            | Labial | Dental | Dental | Palatal | Velar | Labio- velar | Glotal |
| --------------------- | ---------- | ------ | ------ | ------ | ------- | ----- | ------------ | ------ |
| obstruent no-contínua | simple     | *p     | *t     | *c     |         | *k    | *kw          | *ʔ     |
| obstruent no-contínua | aspirada   | *pʰ    | *tʰ    | *cʰ    |         | *kʰ   | *kwʰ         |        |
| Fricativa             | Fricativa  | *f     | *s, *ɬ | *s, *ɬ |         |       |              | *h     |
| Aproximant            | Aproximant |        | *l     | *l     | *y      |       | *w           |        |

On s'ha usat l'alfabet fonètic americanista per a les africades /*c, *cʰ/ (=AFI [ʦ, ʦʰ]).
Shipley assenyala que les llengües kalapuya presentarien també oclusives glotalitzades, però la seva ocurrència en les fonts disponibles apareix tan poc sistemàtica que no és reconstruïble pel proto-kalapuya.